# Juazeiro do Norte
Juazeiro do Norte är en stad och kommun i nordöstra Brasilien och ligger i delstaten Ceará. Den är delstatens näst största stad med cirka 260 000 invånare i kommunen. Några kilometer västerut ligger Crato, en annan av delstatens större städer.

## Administrativ indelning
Kommunen var år 2010 indelad i tre distrikt:
- Juazeiro do Norte
- Marrocos
- Padre Cícero

## Befolkningsutveckling
| Område              | Areal (km²)   | Invånarantal 1 augusti 2000 | Invånarantal 1 augusti 2010 | Invånarantal 1 jui 2014 |
| ------------------- | ------------- | --------------------------- | --------------------------- | ----------------------- |
| Storstadsområde     | 5 460,08      | 497 422                     | 564 557                     | 590 209                 |
| Kommun              | 248,83        | 212 133                     | 249 939                     | 263 704                 |
| Urban befolkning    | Ingen uppgift | 202 227                     | 240 128                     | Ingen uppgift           |
| ...varav centralort | Ingen uppgift | 201 010                     | 238 938                     | Ingen uppgift           |

## Storstadsområde
Storstadsområdet, Região Metropolitana do Cariri (Cariri syftar på ett folkslag och språk som finns i området), bildades formellt 26 juni 2009 och omfattar totalt nio kommuner:
- Barbalha, Caririaçu, Crato, Farias Brito, Jardim, Juazeiro do Norte, Missão Velha, Nova Olinda, Santana do Cariri

Kärnan i området består av Crato, Juazeiro do Norte och Barbalha. Detta trestadsområde brukar även kallas Crajubar, en akronym av städernas namn.

Karta över storstadsområdets utbredning, i den södra delen av Ceará.